# Torneo de Berlín 2000
El German Open 2000 fue un torneo de tenis femenino, disputado del 8 al 14 de mayo de 2000. Fue un evento de categoría Tier I que se jugó en canchas de polvo de ladrillo como preparativo para el segundo Grand Slam del año, Roland Garros. Fue la 85.ª edición del torneo y tuvo lugar en el Rot-Weiss Tennis Club en la capital alemana, Berlín.

## Campeonas

### Individual femenino
Conchita Martínez venció a  Amanda Coetzer por 6–1, 6–2

### Dobles femenino
Conchita Martínez /  Arantxa Sánchez Vicario vencieron a  Amanda Coetzer /  Corina Morariu por 3–6, 6–2, 7–6(9–7)